# Casa Madurell
La Casa Madurell és un edifici del segle xix de Sant Sadurní d'Anoia (Alt Penedès) protegit com a bé cultural d'interès local.

## Descripció
És un amplíssim casal a dues vessants, entre mitgeres, de planta, dos pisos i golfes. Cal destacar la pedra com a element noble a la façana, amb tres portals, gran balconada d'ample a ample d'aquesta, i tres balcons superiors. A la façana conserva també, importants restes de pintures imitant marbres de colors. L'interior es divideix a partir d'una gran escalinata que parteix del portal de pedra central, a l'altura de la primera planta, deixant els baixos per a cellers.

## Història
La casa es troba en el nucli antic de Sant Sadurní, definit per l'eix dels carrers Escayola-
Hospital-Església. Les cases d'aquest carrer són preferentment d'una crugia amb pati
posterior. És possible que la casa Madurell es construís sobre l'espai ocupat anteriorment per tres d'aquestes cases, però, en aquest cas, s'ha conservat el pati i la sortida posterior al carrer Campanar.
El propietari fou Josep Madurell Vinyals (1832-1909), alcalde de Sant Sadurní en diverses ocasions: de 1863 a 1867, novament el 1868 i posteriorment entre 1875 i 1877. Va ser distingit amb l'Orde d'Isabel la Catòlica. La façana està decorada amb pintures que representen honors concedits a membres de la família.